# Antonie Iorgovan
Antonie Iorgovan (Gornea, 9 de agosto de 1948 – Viena, 4 de octubre de 2007) fue un jurista, profesor y político rumano. Fue el principal autor de la Constitución de Rumanía, que fue revisada en 2003.
Iorgovan nació en Gornea, Condado de Caraș-Severin, Banat, República Popular Rumana. Tras cursar la primaria en su ciudad natal y dos años de secundaria en Reșița, se matriculó en 1964 en la Escuela Militar de Câmpulung, graduándose en 1966. Completó su formación militar en la Academia de Fuerzas Terrestres Nicolae Bălcescu de Sibiu, donde pasó un año. De 1968 a 1972 cursó la Facultad de Derecho de la Universidad de Bucarest, donde se doctoró en Derecho en la misma universidad en 1979. En 1970, se unió al Partido Comunista Rumano (PCR). En 1973, se incorporó a la facultad de derecho de la Universidad de Bucarest, ascendiendo a catedrático en 1993.
Además, Iorgovan fue miembro del Senado de Rumanía entre 1990 y 1992 como político independiente y entre 2000 y 2007 como miembro del Partido Socialdemócrata (PSD). Entre 1992 y 1996, fue juez del Tribunal Constitucional de Rumanía.
Falleció en una clínica de Viena (Austria) el 4 de octubre de 2007, a la edad de 59 años, a causa de un infarto de miocardio causado por un cáncer de páncreas terminal. Posteriormente, fue enterrado con honores militares en el cementerio de Bellu de Bucarest.